# Артюхівка (Роменський район)
А́ртюхівка — село в Україні, у Сумській області, Роменському районі. Населення становить 489 осіб. Входить до складу Андріяшівської сільської громади. До 2020 орган місцевого самоврядування - Артюхівська сільська рада.

## Географія
Село Артюхівка знаходиться за 4 кілометри від лівобережжя р. Сула. На відстані 3 км знаходяться села Глинськ, Ярмолинці, Шумське. Селом протікає річка Напрасна, ліва притока Бугайчихи.

## Історія
- Село Артюхівка відоме з кінця XVI ст.
- Біля села знайдений курган часів Київської Держави.

## Економіка
- Птахо-тваринна ферма.

## Соціальна сфера
- Школа.
- Будинок культури.

## Відомі люди
- Тарас Шевченко у 1843 році відвідав село Артюхівку під час перебування в селі Шумському у Вашкевича Г. С..

### Народилися
- Беля Богдан Юрійович — український військовик, учасник російсько-української війни[1].
- Бурка Василь Петрович — новатор сільськогосподарського виробництва, бригадир тракторної бригади колгоспу імені Сталіна Глинського (тепер — Роменського) району Сумської області. Депутат Верховної Ради УРСР 5-го скликання.
- Запорожченко Іван Данилович (1872—1932) — український поет кобзар.
- Нудьга Григорій Антонович — український письменник, фольклорист, літературознавець, історик української літератури.
- Щербина Йосип Тимофійович — український історик.